# Réforme des polices de Belgique

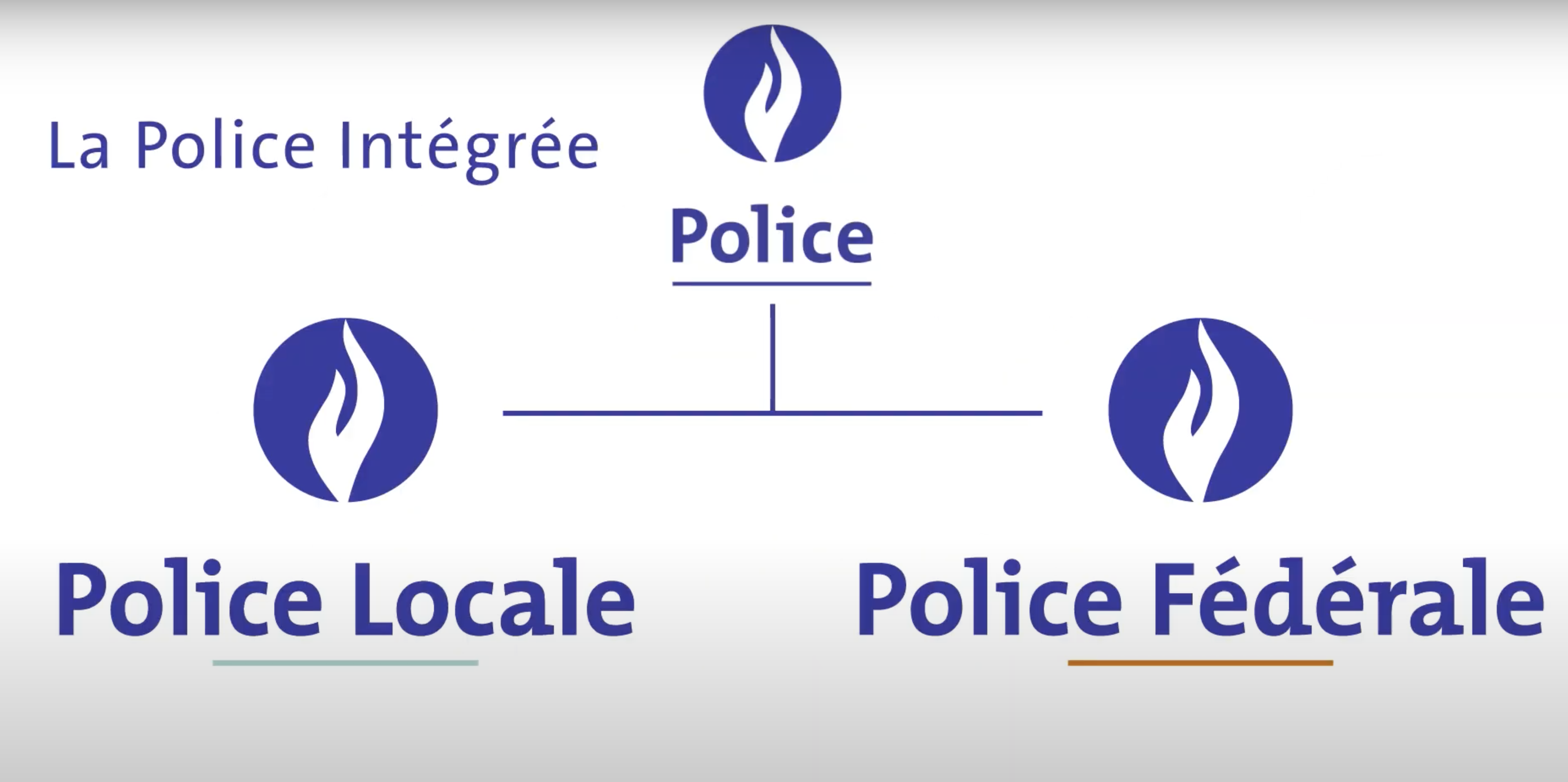
La structure de la nouvelle « police intégrée, structurée à deux niveaux », à la suite de la réforme de 2001 : police fédérale et police locale.

La réforme des polices de Belgique est une réforme instaurée en Belgique le 1er janvier 2001 visant à regrouper les trois différentes forces de police du pays à l'époque (la police communale, la police judiciaire et la gendarmerie) en une « police intégrée, structurée à deux niveaux », appelée simplement police mais différenciée entre ses deux niveaux : 
- la police fédérale
- la police locale

Les différents services furent réorganisés dans des zones de police (ou zones interpolice), nouvellement créées à cet effet.
Cette réforme fut mise en place à la suite des dysfonctionnements apparus lors de l'affaire Dutroux, dans les années 1990.

## Contexte

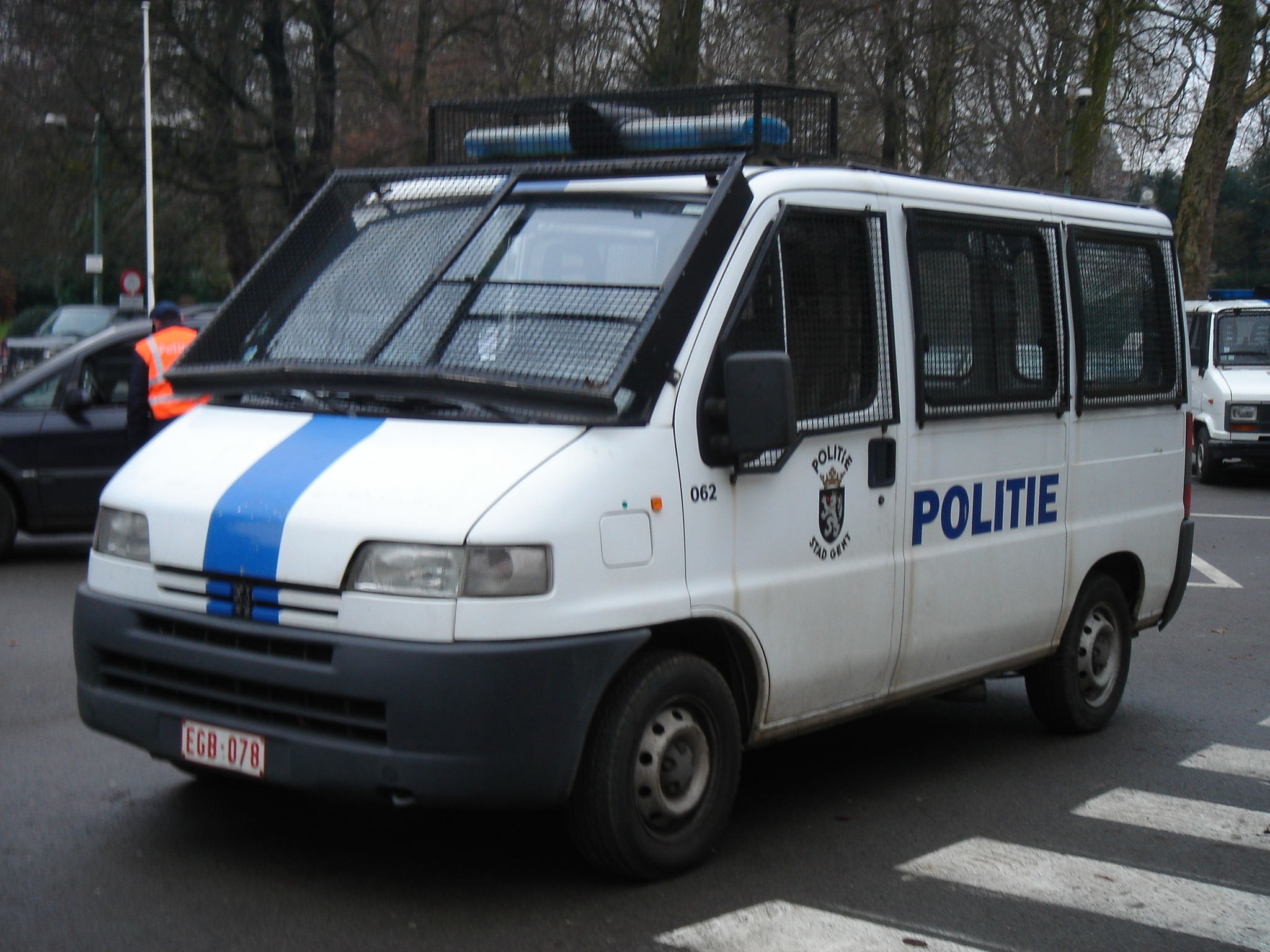
Un Peugeot Boxer de la police communale de la ville de Gand.

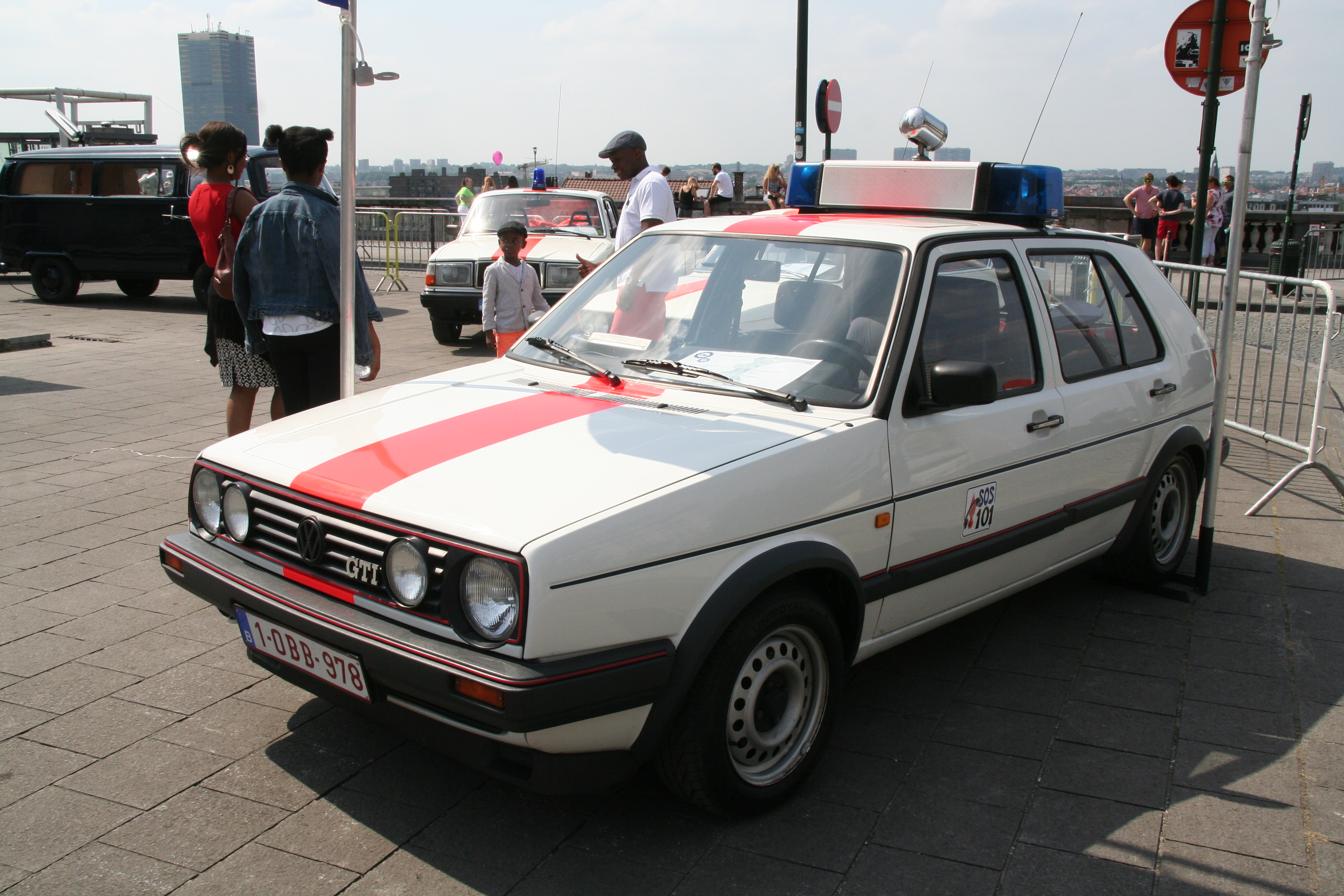
Une Volkswagen Golf II de la gendarmerie belge.

### Organisation avant 2001
Avant 2001, la Belgique ne connaissait pas de corps de police unifié. Inspirée du modèle français, les forces de police étaient éclatées en trois grands corps:
- La police communale, instituée auprès de chaque commune et placée sous l'autorité du bourgmestre qui était chargée du maintien de l'ordre général et de la police administrative;
- La police judiciaire près des parquets, instituée auprès de chaque arrondissement judiciaire sous l'autorité du procureur du roi ou de ses substituts qui était chargée de la répression des crimes et délits ainsi que des enquêtes y afférentes ;
- La Gendarmerie, force de police nationale placée sous l'autorité du Ministère de l'Intérieur (aujourd'hui SPF Intérieur) et du Ministère de la Défense chargée du maintien de l'ordre et de la répression des crimes et délits.

On peut également citer d'autres corps ayant disparu avant la réforme des polices de 1998, à savoir la police des chemins de fer, la police portuaire et la police aérienne. Ces corps de moindre importance furent intégrés à la Gendarmerie à la fin des années 1990.

### Les évènements menant à la réforme
Cette organisation a mené a une guerre des polices entre la Gendarmerie et la police judiciaire, particulièrement durant les années 1980 et 1990 qui amèneront à la réforme. De plus, une série de drames viendront démontrer les manquements du système séparé, particulièrement dans le chef de la Gendarmerie.  

#### Les tueries du Brabant
Durant les années 1980 en deux vagues successives, 1982-1983 et 1985, divers enseignes de Colruyt et Delhaize sont attaqués par des hommes armés n'hésitant pas à faire feu sur les clients ou sur les services de police. Leur butin est souvent dérisoire et la violence de leurs crimes est inouïe en Belgique. D'autres crimes seront attribués à ceux que l'on a appelé les "tueurs du brabant", la majorité de leurs attaques ayant eu lieu dans la province du Brabant. En 2023, aucun auteur n'a pu être identifié et l'enquête est toujours en cours. En mai 1988, la commission d'enquête parlementaire relative aux tueries du Brabant met déjà en évidence des dysfonctionnements entre les trois services de police de l'époque en Belgique : la police communale, la police judiciaire et gendarmerie, notamment en termes de communication, de coordination, de confiance, de méthodes et même de rivalité. Cela aura pour conséquence la création du Comité P, un organe de contrôle civil des services de police régit par la Chambre des représentants.

#### Les CCC
Entre 1983 et 1985, la Belgique subi une vague d'attentats à la bombe par un groupe communiste, les Cellules Communistes Combattantes ou CCC. Lors de l'attentat commis contre le siège de la Fédération des Entreprises de Belgique, les CCC, comme à leur habitude, avaient téléphonés à la Gendarmerie pour les prévenir qu'une bombe avait été posée et qu'il fallait immédiatement évacuer le périmètre, notamment la rue des Sols. La Gendarmerie mettra en place un cordon autour de la FEB mais la rue des Sols, endroit où se trouvait précisément la bombe, fut laissée ouverte. Alertée par l'un des vigiles qu'une voiture prenait feu, des pompiers bruxellois s'approchèrent de la voiture piégée. Lors de l'explosion, deux pompiers furent tués. Lors du procès des responsables des CCC, la gendarmerie fut critiquée pour son manque d'action et pour ne pas avoir sécurisé la rue des Sols. 

#### Le drame du Heysel
Le 29 mai 1985, la finale de la Coupe d'Europe des clubs champions de l'UEFA opposant Liverpool FC et la Juventus se tient au stade du Heysel à Bruxelles. Alors que le stade est bondé à la suite de mauvais contrôles à l'entrée, une prise de tribune de la part des hooligans anglais provoque une bousculade qui amènent à l'effondrement des grilles de séparation et d'un muret de la tribune du bloc Z. Le bilan est de 39 morts.
Le 9 juillet 1985, la commission d'enquête chargée de faire la lumière sur les circonstances de ce drame pointera du doigt le manque de collaboration entre la Gendarmerie et la police communale de Bruxelles, le manque de coordination entre ces deux forces, une désorganisation de la chaine de commandement de la Gendarmerie et un matériel défectueux.  

#### L'affaire Dutroux
En août 1996, le pédophile Marc Dutroux est arrêté à Marcinelle. Il avouera avoir enlevé, séquestré et violé six mineures, dont quatre sont mortes en détention. Il apparaitra lors de la commission d'enquête parlementaire sur l'affaire Dutroux que dès 1995, les gendarmes de Charleroi avaient eu des soupçons sur Marc Dutroux à la suite de la disparition de Julie et Melissa mais ils n'ont pas prévenu la juge d'instruction chargée du dossier et ont préféré mettre en place une opération en interne, l'opération Othello, afin d'appréhender seul Marc Dutroux. Mais sans le concours d'un juge d'instruction, seul le flagrant délit restait une option possible, ce qui ne se réalisa jamais. Marc Dutroux pu ainsi enlever quatre autres fillettes avant son arrestation. Le 23 avril 1998, Marc Dutroux s'évadera du palais de justice de Neufchateau alors qu'il était escorté par deux gendarmes.

## La réforme des polices
À la suite de ces nombreux dysfonctionnements policiers et judiciaires mis en évidence par ces séries d'affaires et particulièrement l'affaire Dutroux, le gouvernement belge décide de plancher sur une réforme des services de police du Royaume. Le 23 mai 1998, les huit partis politiques (CVP, PS, VLD, SP, PRL, FDF, PSC et VU) concluent l'accord dit « Octopus », qui engage alors officiellement la réforme. Cet accord fut ensuite traduit dans la loi du 7 décembre 1998, définissant et organisant ce que serait le nouveau service de police « à deux niveaux » : le niveau fédéral et le niveau local (qui présente certaines équivalences avec l'ancien niveau communal).

### Les changements notables

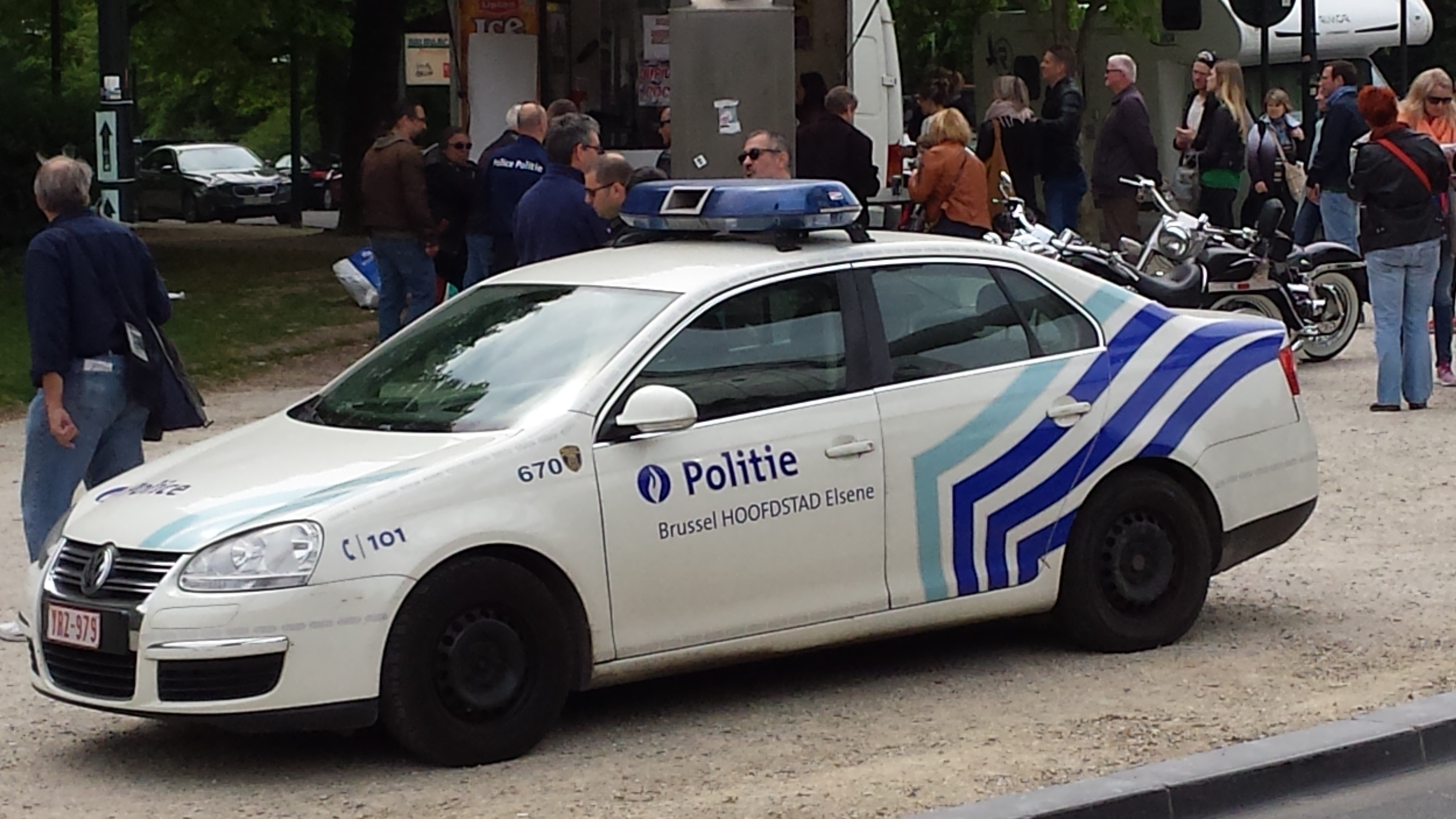
Une Volkswagen Jetta de la Zone de Police Bruxelles-Capitale-Ixelles (police locale).

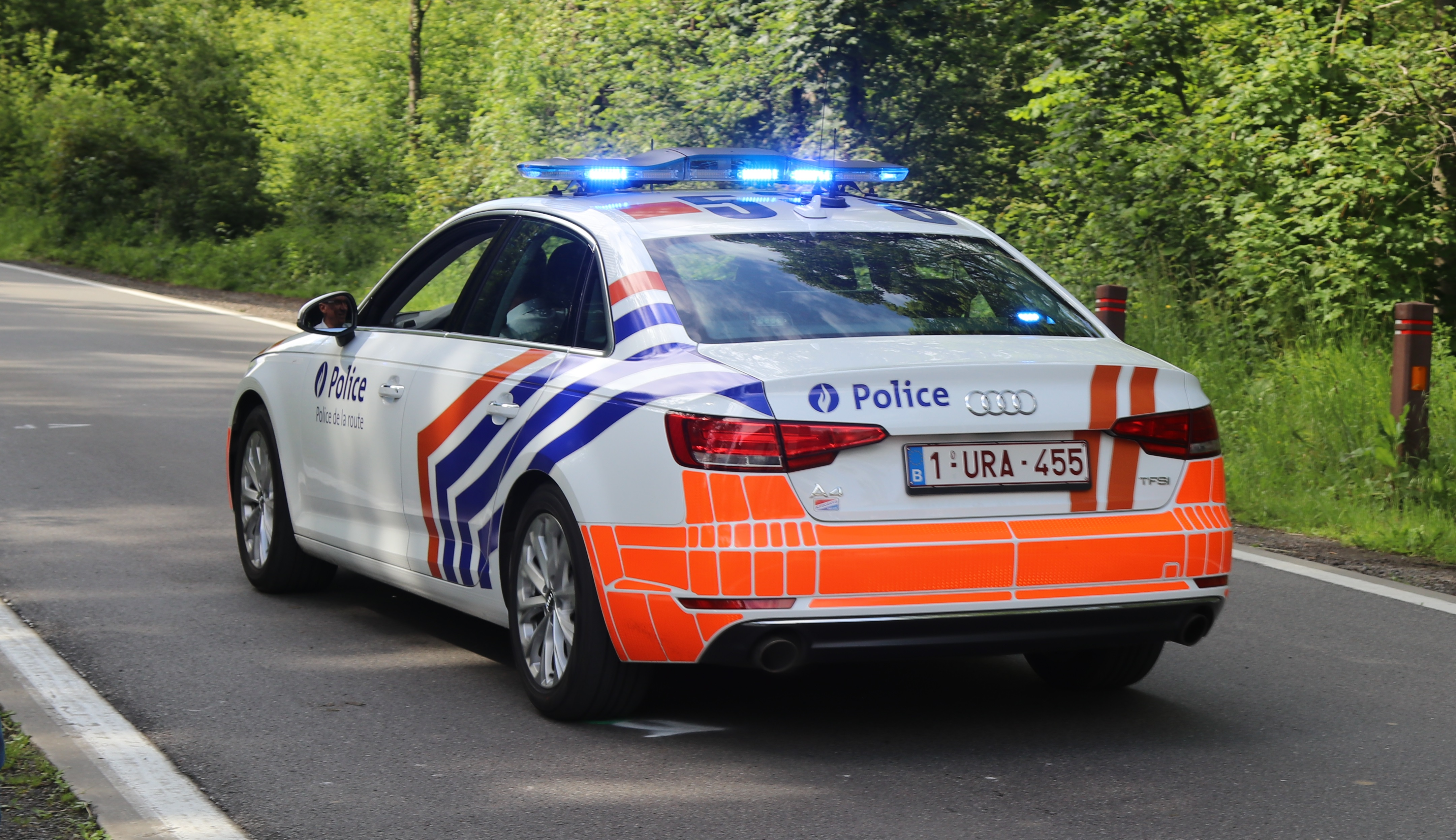
Une Audi A4 de la WPR (police fédérale).

La loi du 7 décembre 1998 organisant un service de police intégré, structuré à deux niveaux a amené un nombre de changements notables dans le fonctionnement des services de police. Elle est entrée en vigueur le 1er janvier 2001.

#### La création de la police intégrée, structurée à deux niveaux
La loi prévoit la création de deux nouveaux corps de police en remplacement des trois corps existants:
- La police locale qui assure les fonctions de police de base, c'est-à-dire les missions de police administrative et judiciaire nécessaire à la gestion des phénomènes locaux;
- La police fédérale qui assure "des missions spécialisées et supralocales de police administrative et judiciaire, ainsi que des missions d'appui aux polices locales et aux autorités de police"

Ces nouveaux corps prévoient l'intégration des effectifs de la police communale et des brigades territoriales de la Gendarmerie dans les différentes polices locales et l'intégration de la police judiciaire et de la Gendarmerie dans la police fédérale. 
Pendant les premières années de la fusion et de l'intégration, il ne fut pas rare de voir des véhicules encore aux couleurs de la gendarmerie et de la police communale, leur logo étant simplement couvert du nouveau logo de la police intégrée. Ce fut également le cas pour les uniformes.

#### La création des zones de police
Avant 2001, le ressort territorial des différentes polices était différent en fonction du corps:
- La police communale avait pour ressort les limites territoriales de la commune;
- La police judiciaire avait pour ressort les limites territoriales de l'arrondissement judiciaire;
- La Gendarmerie avait pour ressort différentes brigades territoriales qui quadrillaient tous le territoire ainsi qu'une organisation nationale.

L'intégration des différentes polices va amener à la création de zones de polices. Elles peuvent être unicommunales ou pluricommunales et chaque police locale a pour ressort une zone de police. Dans les zones unicommunales, c'est le Collège des Bourgmestres et Échevins qui est compétent pour l'organisation et la gestion du service de police. Dans les zones pluricommunales, c'est le conseil de police qui est chargé de cette organisation et de cette gestion. Ce dernier est composé des bourgmestres des différentes communes et de certains conseillers communaux des différentes communes.

#### La création du conseil fédéral de police
Afin d'éviter l'éparpillement des compétences entre les différents ministres et les problèmes de communication que cela avait provoqué entre les différents corps, un conseil fédéral de police a été institué. Il est composés: 
- d'un président,
- d'un représentant du ministre de l'Intérieur et d'un représentant du ministre de la Justice;
- du procureur général, président du collège des procureurs généraux;
- d'un gouverneur;
- du procureur fédéral;
- d'un procureur du Roi;
- d'un juge d'instruction;
- de trois bourgmestres, membres du conseil consultatif des bourgmestres et provenant chacun d'une Région différente;
- du commissaire général;
- d'un chef de corps de la police locale

Sa mission est de donner des avis aux ministres de la Justice et de l'Intérieur et l'évaluation globale du fonctionnement et de l'organisation de la police fédérale et de la police locale. Il est également compétent pour rendre un avis motivé sur le plan national de sécurité ainsi que de son évaluation régulière. 

### Textes de loi
- Moniteur belge: loi du 7 décembre 1998 concernant la réforme des polices de Belgique[8].